# Автомагістраль D4 (Словаччина)
Автомагістраль D4 — автомагістраль у південно-західній Словаччині. Заплановану магістраль зазвичай називають Братиславською об’їзною дорогою. Протягом десятиліть існував лише короткий відрізок від австрійського кордону в Яровце до перехрестя з D2 (частина колишньої D61), будівництво якого почалося в 1996 році та було відкрито в 1998 році. Будівництво різних інших частин почалося наприкінці 2010-х років, кілька відкриттів протягом 2020 і 2021 років. Триває розширення до автостради D1 між Братиславою та Сенцем, щоб з’єднати південну об’їзну дорогу Братислави з головною транспортною артерією країни. Об’їзна дорога також перетинається зі швидкісною дорогою R7, частини якої також уже відкриті.

## Історія
Сполучна автомагістраль на австрійській стороні, Nordost Autobahn A6, була відкрита 19 листопада 2007 року. Шосе з'єднує кордон зі Словаччиною з автобаном Ost A4. Він забезпечував сполучення з 3-ю з 5-ти сусідніх країн, до 2007 року Словаччина була з'єднана автомагістраллю лише з Чехією та Угорщиною.
У 2016 році почалося будівництво 27-кілометрової ділянки автомагістралі від розв’язки D2x D4 поблизу Яровце до Братислави, Рача. Всю ділянку планували відкрити у 2020 році, але відклали через проблеми з будівництвом. Таким чином, у 2020 році були відкриті лише ділянки Bratislava, South - Bratislave, Podunajské Biskupice та Bratislava, Podunajské Biskupice - Bratislava, Vrakuňa. Решту секції відкрили для відвідування восени 2021 року. Однак перехрестя D1x D4 відкладається аж до 2026 року.